# GSC5389-683
GSC5389-683 — хімічно пекулярна зоря спектрального класу B2, що має видиму зоряну величину в смузі V приблизно 10,1.